# Ophiomyia dumosa
Ophiomyia dumosa este o specie de muște din genul Ophiomyia, familia Agromyzidae, descrisă de Mitsuhiro Sasakawa în anul 2004.
Este endemică în Vanuatu. Conform Catalogue of Life specia Ophiomyia dumosa nu are subspecii cunoscute.